# Adalaj
Adalaj är en ort i Indien.   Den ligger i distriktet Gāndhīnagar och delstaten Gujarat, i den västra delen av landet, 800 km sydväst om huvudstaden New Delhi. Adalaj ligger 70 meter över havet och antalet invånare är 10 423.
Terrängen runt Adalaj är mycket platt. Runt Adalaj är det tätbefolkat, med 849 invånare per kvadratkilometer. Närmaste större samhälle är Ahmedabad, 15,4 km söder om Adalaj. Trakten runt Adalaj består till största delen av jordbruksmark.